# Agustín Carbonell
Agustín Carbonell, "El Bola" (Madrid, 1967) es un guitarrista y compositor español de flamenco y nuevo flamenco.
Miembro de una familia de amplia raigambre flamenca, en la que destacan nombres como Sabicas, El Bola comenzó a tocar con 13 años en diversos tablaos y locales de su ciudad natal, pasando pronto a incorporarse a espectáculos como "Cumbre Flamenca", que se estrenó en Broadway y Hollywood. A finales de los años 1980, creó su propio grupo, en la línea del entonces naciente nuevo flamenco y se adentró en el jazz flamenco, grabando su primer disco titulado Bola (Nuba Records, 1989). Colabora después con la banda de Paco de Lucía, grabando con él tres discos, con el cantaor Enrique Morente, con el que también graba tres discos, y con otros músicos como Ramón el Portugués, Jorge Pardo, Chano Domínguez, Carles Benavent, Rubem Dantas, Javier Colina, etc.
En 1996, graba su segundo álbum, Vuelo Flamenco, y se traslada a Brasil, donde reside durante ocho años. A su regreso graba el tercer disco, Desvaríos, con Jorge Pardo (RTV Música, 2007).
Su cuarto álbum se publica en 2011, con el título de "Rojo y rosa, música y baile del nuevo flamenco" (Nuba Records / Karonte), y en él colaboran Enrique El Piculabe y Saray Muñoz (hija de una de las componentes de Las Grecas).